# Cá tuyết Greenland
Cá tuyết Greenland (danh pháp hai phần: Gadus ogac), còn gọi là cá tuyết đá, ogac hay uvac, là một loài cá thực phẩm được đánh bắt ở quy mô thương mại.
Về màu sắc, cá tuyết Greenland nói chung là sẫm màu, từ màu nâu vàng tới nâu hay ánh xám bạc. Bề ngoài của nó là tương tự như các loài cá tuyết khác; nói chung là thân thể nặng nề, thuôn dài, thường với cuống đuôi to. Nó có thể dài tới 80 cm.
Cá tuyết Greenland là loài cá ăn đáy, sinh sống tại khu vực nước ven bờ và thềm lục địa, tới độ sâu 200 m. Khu vực sinh sống của nó là Bắc Băng Dương và phía tây bắc của Đại Tây Dương, từ Alaska tới miền tây Greenland, sau đó trải dài về phía nam dọc theo bờ biển Canada tới khu vực vịnh St. Lawrence và đảo mũi đất Breton, nói chung từ vĩ tuyến 45 tới 75° vĩ bắc.
Thịt của cá tuyết Greenland có màu trắng, kết cấu như bông nhưng rắn và cứng hơn, cũng như ít được ưa thích hơn khi so với thịt của cá tuyết Đại Tây Dương. Trong những năm gần đây, trữ lượng cá tuyết Greenland đã bị suy giảm mạnh.